# Johannes von Duisburg
Johannes von Duisburg (* 1967 in Dresden) ist ein deutscher Opernsänger (Bassbariton).

## Leben

### Ausbildung
Johannes von Duisburg erlernte zunächst von 1984 bis 1987 den Beruf des Facharbeiters für Postverkehr bei der Deutschen Post in Dresden.
Mit seiner Stimmausbildung begann er bereits während der Schulzeit. Im Alter von 20 Jahren debütierte er als Solist am Brandenburger Theater. Nach seinem Umzug nach West-Berlin studierte er Gesang an der Universität der Künste Berlin und absolvierte während dieser Studienzeit eine Meisterklasse bei Kammersänger Dietrich Fischer-Dieskau. Sein regelmäßiger Gesangslehrer war der viele Jahre an der Deutschen Oper Berlin engagierte bulgarische Tenor Kammersänger Peter Gougaloff.

### Karriere
1991 wurde er an das Mecklenburgische Staatstheater Schwerin engagiert, wo er als Don Pizarro in Fidelio debütierte. Später übernahm er dort auch den »Fliegenden Holländer«, und galt als bis dahin jüngster Darsteller der Titelpartie.
Seit 1992 arbeitete er freiberuflich. Er war Gastsänger an Opernhäusern in Barcelona, Bologna, Cagliari, Florenz, Genf, Lissabon, Moskau, Neapel, Prag, St. Petersburg, Köln, Budapest, Rom (Accademia di Santa Cecilia, Teatro dell’Opera) und Warschau. Zu seinen Bühnenpartien gehörten u. a. Jochanaan in Salome, Amonasro in Aida, Kaspar in Der Freischütz, Escamillo in Carmen, Scarpia in Tosca und Sarastro in Die Zauberflöte.
Im November 2001 sang er in Tokio den Amonasro mit José Cura (Radames) als Partner. In der Spielzeit 2002/03 gastierte Johannes von Duisburg als Telramund in Lohengrin am Teatro Comunale di Bologna (Dirigent: Daniele Gatti) und als »Holländer« am Teatro San Carlo in Neapel. 2003 sang er den Escamillo bei den Carmen-Open-Air-Vorstellungen in der „Arena Auf Schalke“. In der Saison 2003/04 gab er sein Debüt als Wanderer in Siegfried am Gran Teatre del Liceu in Barcelona (Dirigent: Bertrand de Billy, Inszenierung: Harry Kupfer). In der Saison 2004/05 folgte sein Wotan-Debüt in Die Walküre in einer Produktion von Hans-Peter Lehmann in Breslau. Im Juli 2005 sang er den Amonasro in einer neuen Aida-Produktion bei den Savonlinna-Opernfestspielen mit Michèle Crider in der Titelrolle als Partnerin.
In der Saison 2006/07 hatte er sein Rollendebüt als Claggart in Billy Budd (Inszenierung: Willy Decker) an der Oper Köln. In der Saison 2007/08 folgte sein Debüt am Teatro Nacional de São Carlos in Lissabon mit den vier »Bösewichtern« (Lindorf, Coppélius, Dr.Miracle und Dapertutto) in einer Neuinszenierung von Hoffmanns Erzählungen.
2009 gab er sein Rollendebüt als Hans Sachs in einer Meistersinger-Neuinszenierung anlässlich des 100. Jubiläums des Stadttheaters Hildesheim (Regie: Hans-Peter Lehmann).
In der Saison 2010/11 gastierte er bei den Opernfestspielen Heidenheim als Don Pizarro. Außerdem sang er den Hans Sachs am Landestheater Linz und Jochanaan am Teatro Verdi in Triest. In der Saison 2012/13 gastierte er als Amonasro am Royal Opera House Muscat (Oman). In der Spielzeit 2013/14 trat er am Stadttheater Hildesheim in einer Neuinszenierung als »Fliegender Holländer« auf. Johannes von Duisburg gastierte außerdem an der Israeli Opera in Tel-Aviv und am Michailowski-Theater in Sankt Petersburg.
Duisburg arbeitete auch mit Dirigenten wie Rafael Frühbeck de Burgos, Leopold Hager, Alain Lombard, Chung Myung-whun und Pinchas Steinberg.
Bis 2014 unterrichtete er Gesang an der Franz-Liszt-Musikakademie in Budapest. Im April 2015 wurde Johannes von Duisburg zum Kammersänger ernannt. Im Mai 2016 feierte von Duisburg als Jochanaan in einer Salome-Festaufführung am Mecklenburgischen Staatstheater Schwerin sein 25-jähriges Bühnenjubiläum.

## Diskografie
- Giuseppe Verdi: Aida; Ines Salazar (Darsteller), Keith Olsen (Darsteller) – DVD
- Georges Bizet: Carmen; Hermine May (Darsteller), Bojidar Nikolov (Darsteller) – DVD
- Richard Strauss: Die ägyptische Helena (Gesamtaufnahme) (deutsch) (Live-Aufnahme aus Cagliari, Januar 2001) – CD
- Kurt Weill: Der Protagonist – CD, Delta Music, 2001

## Ehrungen
- 1989: Erster Preis beim Philip Morris „Wettbewerb Junger Bühnenkünstler“
- 1992: Zweiter Preis des „Opernsängerwettbewerbs der Staatsoper Hannover“
- 1995 wurde er für hervorragende Leistungen auf der Bühne mit dem „O.E. Hasse-Preis“ ausgezeichnet.[3]
- Im April 2015 wurde Johannes von Duisburg der künstlerische Ehrentitel „Kammersänger“ verliehen.[14]